# Újkor
Az újkor azt a történelmi korszakot jelöli, amely a hagyományos európai történelemszemléletben a középkor után következik a Leonardo Bruni által 1442-ben a Historiarum Florentini populi libri XII című sorozatában definíciószerűen megalkotott hármas rendszer alapján. Szimbolikus kezdetének számos dátuma van, az amerikai történetírás előszeretettel teszi például a Karibi-térség Kolumbusz Kristóf általi felfedezésének évéhez, 1492-höz. Szellemileg már a 15. század előtt megalapozódott és a század elejére, a portugál Tengerész Henrik fellépésével beindította az új világrendet, a felfedezések korát. Az egyes nemzetek történetírói gyakran a saját történelmük korszakhatárához igazították a középkor végét, így például az angoloknál előfordul, hogy a bosworthi csata dátumától (1485) számítják az újkor kezdetét, míg a magyar történetírás a mohácsi csatavesztésnél (1526) jelöli ki a határt.
Az újkor első átmeneti szakasza a korai újkor. Az ezt követő és máig tartó szakasz a modern kor – bár e kifejezést a szakirodalom gyakran az egész újkor szinonimájaként is használja.
Az újkor a volt szocialista országok korábbi (marxista alapú) történelemtanítása szerint az 1640-es angol polgári forradalommal kezdődött, és az 1917-es oroszországi bolsevik forradalommal ért véget, ettől kezdve a legújabb kor következik. A legtöbb nyugati országban ezzel szemben az újkort korai újkorra (korai modern kor) és modern korra osztják.
A modern kor a francia forradalom kitörésével (1789), illetve a 18–19. század fordulójával veszi kezdetét és egészen máig tart. (Más nézet szerint csak az 1960-as évekig, amikortól a posztmodern kor, majd a kora 1980-as évektől a jelenkor követi.)
Szócikkünkben a korszerű szemléletet követve, az újkort két szakaszra, a korai újkorra és a modern korra felosztva tárgyaljuk.
Megjegyzés: A modern kor kifejezés tekintetében a mai magyar sajtónyelv és ismeretterjesztő irodalom nem egyöntetű: nem csak az újkor egészére vagy második fő szakaszára vonatkozhat, hanem gyakran a ma már nem használt legújabb kor szinonimájaként, olykor pedig a posztmodern kor vagy a jelenkor értelmében használják.

## Korai újkor
A korai újkorra jellemző, hogy Európa nyugati felén mindinkább áthelyeződött a politikai-gazdasági súlypont a német és észak-olasz területekről az Atlanti-óceánnal határos spanyol, portugál, brit és francia valamint a németalföldi területekre.
A korszakot jellemzi a nyugat-európai városi polgárság gazdasági megerősödése és a reformáció elterjedése. Nyugat-Európa és elsősorban az amerikai földrész történetében ez a gyarmatosítás korszaka. A szellemi-művészeti mozgalmak szempontjából az európai reneszánsz (Itáliában a késő reneszánsz), valamint a barokk stílus kora.
A magyar történelemben a 16–17. század a török hódoltság, a három részre szakadt Magyarország és az Erdélyi Fejedelemség kora, valamint a magyarországi reformáció fénykora. A 18. század a Habsburg-abszolutizmus kora.

### Reformáció és ellenreformáció
Reformációs tevékenységéhez Luther Wittenbergben 1517-ben, Zwingli Zürichben 1524-ben, Kálvin Genfben 1536-ban kezdett hozzá. Törekvéseik oly élénk visszhangra találtak, hogy az új tan különféle árnyalatai Európa legnagyobb részében gyorsan elterjedtek.

A vallási küzdelem során a katolicizmus is megerősödött: az 1540-ben Loyolai Ignác alapította jezsuita rend fokozott mértékben felélesztette az egyház erőit, és az 1545-1563 között ülésező tridenti zsinat az egyház tanításainak új, átfogó megfogalmazást adott, az ún. ellenreformációt. 

### Polgárosodás és felvilágosodás
1642-től, az angol polgári forradalomtól kezdődően Nagy-Britanniában, majd fokozatosan Nyugat-Európa más országaiban a polgárság kezébe került a gazdasági hatalom.
A művészetekben a barokk stílus korszakáról beszélhetünk. A 18. századot a felvilágosodás korának is nevezik.

### Az ipari forradalom kora
Az ipari forradalom korát III. György brit király uralkodásának időszakára teszik (1760–1801). Az ipari forradalom kifejezés Engelstől származik. Azt az átfogó társadalmi, gazdasági és technológiai változást jelöli, amely a 18. század második felében Nagy-Britanniában kezdődött a gőzgép feltalálásával, és az első gépesített textilüzemek építésével, majd a gőzhajó és végül a gőzvasút bevezetésével bontakozott ki.
Az irodalomban és a művészetekben a klasszicizmus kora.

### Polgári demokratikus forradalmak

Eugène Delacroix: A Szabadság vezeti a népet

A 18. század végétől a nyugati világ polgári forradalmai az emberi jogok és a polgári demokráciák máig tartó fejlődését indították el. A sort 1776-ban az Amerikai Egyesült Államok megalapítását eredményező amerikai függetlenségi háború, majd 1789-ben az egész Európára nagy hatást gyakorló francia forradalom nyitották meg. Az új liberális (szabadelvű) eszmék terjedésében Napóleon rendkívüli pályafutása és hódításai is szerepet játszottak.

## Modern kor

### A nemzeti forradalmak kora
A 19. század folyamán nemzeti és liberális reformmozgalmak, majd nemzeti forradalmak és szabadságharcok indultak meg szerte Európában és kialakultak a nemzetállamok.
Ez az irodalomban, művészetekben is a nemzeti eszméknek, illetve a romantika stílusának a kora.

### A „modern” háborúk kora
A nemzetállamok létrehozása több országban csak véres háborúk útján volt lehetséges. A modern gépipar fejlődése lehetővé tette a tömegtermelést, amely először a haditechnikában jelent meg. Az új gépesített fegyverek, robbanóanyagok már tömeges méretű hadviselést igényeltek, általános hadkötelezettséggel. Az első ilyen „iparosított” háborúk az amerikai polgárháború (1861-65, 600 000 halott), a porosz–osztrák háború (1866), valamint a porosz–francia háború (1870) voltak. Az utóbbi nyomán Európa új nagyhatalmaként létrejött a Német Birodalom.

### Új találmányok

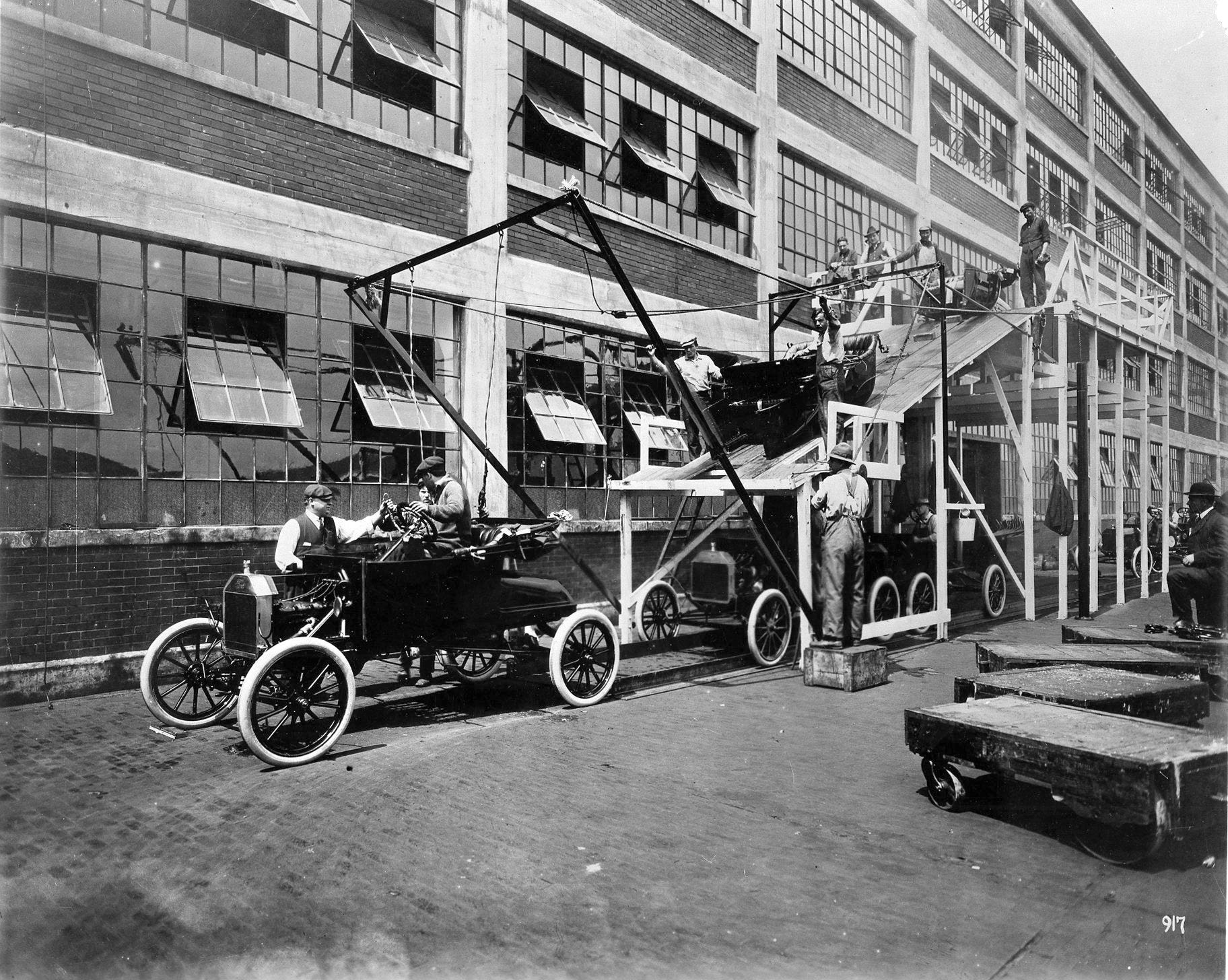
Ford gépkocsik sorozatgyártása, 1913

A tömegtermelés bevezetése a hadiipar mellett hamarosan az összes termelőágazatban óriási fejlődést eredményezett. Ennek alapján az 1871 és 1914 közötti időszakot a második ipari forradalom korszakának nevezik.
A második ipari forradalmat gyakran az ipari forradalom második hullámának is hívják, mert sokszor nem világos a technológiai és a társadalmi törésvonal a két forradalom között. Az egyik kritikus találmány például ebben az időszakban a gőzhajtású rotációs nyomdagép, ami még az első ipari forradalom utolsó évtizedeinek ajándéka volt. A második ipari forradalom hozta el ugyanakkor a gépi betűszedést. A tudás terjesztésének ez a formája törölte el Angliában a papírra kivetett adót az 1870-es években, és ilyenformán az előállítási költségek csökkentésével jelentősen előmozdította a szakmai újságírást, a folyóiratok megjelentetését. (Lásd még a Könyvnyomtatás szócikket.)
A találmányok és alkalmazásaik sokkal elterjedtebbé váltak ebben a forradalomban, mint a korábbiban (vagy korábbi szakaszában). Az időszak találmánya volt az Amerikai Egyesült Államokban a szerszámgyártás, ami más gépek alkatrészeinek előállítását is megkönnyítette. Új találmányok születtek többek között a vegyészetben, az elektromosságban, az olajiparban és az acéliparban.

### Fogyasztási cikkek
Az árucikkek tömegtermelése szintén fejlődésnek indult, az étel, az ital, a ruházat, a közlekedés, a korai rádiók, és gramofonok előállításának gépesítése a lakosság szükségleteit szolgálta, egyúttal egyre több munkahelyet teremtett.
A legfejlettebb országokban mindez magával hozta a fogyasztói árukereskedelem kialakulását. Ugyanakkor ez idő alatt a fogyasztói piacon megjelent a sorbanállás is, mint újszerű társadalmi jelenség.

### Szabadságjogok és a társadalmi egyenlőség mozgalmai
Nyugat-Európában létrejöttek az első szakszervezetek, a szabad sajtó, bővült a választójog.
Karl Marx és Friedrich Engels 1848-as Kommunista kiáltványa hatására kialakultak a radikális társadalmi változásokat sürgető szocialista és anarchista politikai mozgalmak.

### A gyarmatbirodalmak kiépítése
Az európai ipari forradalom következtében a Föld nagyobbik fele technikailag végképp elmaradottá és ezáltal védtelenné vált. Az 1860-as években a korábbi területszerzési vágy lankadni látszott. A viszonylag békés időszakot az 1873-as világgazdasági válság egy évtizeddel meghosszabbította. Az 1880-as évek elején azonban Anglia és Franciaország újra fellépett, hogy csillapíthatatlan földszerzési éhségét a gyarmatosítás folytatása révén csillapítsa. A sűrűn lakott, nagy múltú területek váltak a nagyhatalmak célpontjává, például Kína, India, Dél-Afrika, Egyiptom. A bennszülött népek elnyomásának változatos formái alakultak ki. A protektorátus keretein belül a nagyhatalmak „védelmet” biztosítottak a gyarmat lakosságának (például Franciaország Tuniszban). Néhány gyarmatosító az egyenlőtlen szerződéseket alkalmazta, melyekben koncessziót kényszerítettek a gyarmatra, hogy kizárólag a gyarmatosítók joga legyen a vasút vagy csatornaépítés. A gyarmatosítók technikai fölénnyel rendelkeztek és hittek saját faji felsőbbrendűségükben.
A Föld egészének gyarmatosítására az 1878-as a berlini kongresszus adta meg a jelet, ahol egész Afrika területét felosztották az európai nagyhatalmak között. Afrikát észak-dél irányban az angolok, nyugat-kelet irányba pedig a franciák gyarmatosították. Az angolok 1899 és 1902 között háborút vívtak a búrok ellen, akik holland bevándorlók voltak és 1898-ban majdnem kenyértörésre kényszerültek a franciákkal Fashodában. Afrikában kisebb német és belga gyarmatok is létrejöttek. A kis Belgium azért bírta megtartani a hatalmas Belga Kongót, mert rivális hatalmak ütközőpontján helyezkedett el. Az új típusú gyarmatbirodalmak („impériumok”) létrehozásáért folyó versenyt nevezték imperializmusnak. 1871 és 1914 között gyakorlatilag a világ valamennyi jelentős területe és minden értékes gazdasági erőforrása valamelyik gyarmatosító hatalom uralma vagy gazdasági ellenőrzése alá került, hiszen ki tudja, hogy a ma terméketlen föld holnap mennyit fog érni. A gyarmatbirodalmak eloszlása azonban nem tükrözte a második ipari forradalom által létrehozott egyenlőtlen fejlődést. (Németország sokkal gyorsabban fejlődött, mint Anglia, de gyarmatainak száma elenyésző volt.) Ez vezetett a későbbi világméretű konfliktushoz, ugyanis Németország és a Monarchia célja a fennálló helyzet megváltoztatása volt, míg Anglia és Franciaország szerette volna  területeit megtartani. Csupán Latin-Amerikában figyelhető meg eltérő folyamat, ahol a meggyengült Spanyolország és Portugália hatalmát a 19. század folyamán nemzeti felkelések döntötték meg.

### A monarchiák alkonya
A 20. század elejét az utolsó feudális birodalmak válsága, majd széthullása jellemezte. A polgári forradalmak nyomán 1905-ben Oroszország, 1908-ban az Oszmán Birodalom, 1911-ben a Perzsa Birodalom vált alkotmányos monarchiává, míg ugyanebben az évben a Kínai Császárság köztársasággá alakult át. Az utóbbi három országot az európaiak félgyarmatként kezelték, ugyanakkor a későbbi nemzeti reformmozgalmak talajául szolgáló európai liberális eszmék is gyorsan terjedtek a polgárosodó rétegeik között.

### Első világháború
1914–1918 között tartott a világtörténelem első olyan mértékű háborúja, amely több kontinensen zajlott, és a fejlett országok szinte mindegyike részt vett benne. A haditechnika a korábbi háborúkhoz képest egyedülálló. Az I. világháború a történelemben addig példátlan méretű pusztítással és emberáldozattal járt.

### A két háború közötti időszak
A nyugati demokrácia
Az 1920-as években Európa nagy részén és Észak-Amerikában viszonylag békés időszak következett, a demokrácia, a társadalom és a gazdaság fejlődésével. Ezt törte meg a nagy gazdasági világválság (1929–1933).
Etnikai konfliktusok
A háborúban vesztes országokat feldaraboló Párizs környéki békeszerződések (Versailles, Trianon) Közép-Európában két új állam (Csehszlovákia és Jugoszlávia), valamint a Közel-Keleten több arab ország létrejöttéhez vezettek. Az új határokat a nagyhatalmak az etnikai szempontok figyelmen kívül hagyásával húzták meg, ami több országban újabb erőszakos eseményeket eredményezett (etnikai alapú kitelepítések, örmények elleni népirtás).
A Szovjetunió
Oroszországban a szegénység miatt kitört az orosz forradalom, majd hatalomra jutott a kommunizmus, amelyet a volt cári birodalom többi népére is kiterjesztve létrehozták a Szovjetuniót. Az ezt követő orosz polgárháború, majd a sztálinizmus három évtizedes totális diktatúrája alatt soha nem látott népirtás zajlott le az osztályharcra hivatkozva, valamint a Szovjetunión belüli különböző nemzetek elleni terror jegyében. (Milliók meggyilkolása munkatáborokban, Gulag, mesterséges éhínség stb.)
A nemzetiszocialista Németország
1933-ban az első világháborús vereség politikai, majd a világválság gazdasági utóhatásaként Németországban Adolf Hitler és az általa vezetett nemzetiszocialista párt került hatalomra, amely hamarosan totalitárius diktatúrát vezetett be. A nemzetiszocialisták a sztálini Szovjetunióhoz hasonló módon tömegesen üldözték a rendszer ellenségeit és pusztították el a faji felsőbbrendűség tana alapján káros csoportokhoz tartozó embereket. Fő céljukként a versailles-i békeszerződések következményeként létrejött területi változások revízióját tűzték ki – akár háború árán is.
Kínai polgárháború
Kínában a köztársasági forma nem tudott gyökeret verni, és az I. világháború után káosz, majd mérhetetlenül sok emberéletet  követelő polgárháború uralta az országot, amit a 30-as évek végén a Japán által indított háború tovább súlyosbított.

### Második világháború
A második világháború a világtörténelem eddigi legnagyobb háborúja, amely több kontinensen, és az országok többségének aktív, vagy kevésbé aktív részvételével folyt. A háború már Ázsiára és a Csendes-óceánra is kiterjedt, ahol Japán harcolt az Egyesült Államok ellen. A második világháborút az addig példátlan méretű terror jellemezte. Míg az első világháborúnak főleg katonai áldozatai voltak, a második világháborúban sok civil halt meg mindkét oldalon a városok bombázása miatt, illetve a nácik által elkövetett módszeres népirtás során. A zsidók és más nemzetiségűek tömeges meggyilkolását Auschwitzban és más haláltáborokban holokauszt néven ismeri az utókor. A háború sok millió áldozatot követelő éhínséggel járt például Kínában és Bengáliában. A háború Németország és szövetségesei vereségével, majd az atombomba (részben demonstrációs célú) ledobásával fejeződött be az addigra gyakorlatilag szintén legyőzött Japánban.

### A hidegháború korszaka
A második világháborútól a kelet-európai rendszerváltásokig tartó korszakot az állandó helyi háborúk (Korea, Vietnám, Belga-Kongó, Szuez/Egyiptom stb.) jellemezték. A konfliktusokat a két nagyhatalom, az Amerikai Egyesült Államok és a Szovjetunió ideológiai, politikai és gazdasági okokból szította. Szűkebb értelemben hidegháborúnak a korszak 1945 és 1963 közötti időszakát értik.
ENSZ
A háború után megalakult ENSZ-en keresztül jelentősebbé vált a nemzetközi együttműködés. 1948-ban a világ szinte valamennyi országa aláírta az Emberi Jogok Egyetemes Nyilatkozatát.
Arab-izraeli háború
Izrael állam létrehozása a többségében arab Közel-Keleten sok fegyveres konfliktushoz vezetett, amelyekbe a nagyhatalmak az arab országokban fellelhető hatalmas olajmezők miatt is beavatkoztak. Az Izrael által megszállt háborús területekről a palesztinok százezrei költöztek a szomszéd arab országok menekülttáboraiba.
Kommunizmus
A Szovjetunió második világháborús részvétele után a kommunizmus világszerte jelentős politikai befolyásra tett szert, és a 40-es évek végétől hatalomra jutott Kínában és a szovjetek által megszállt egész Kelet-Európában, majd az 50-es években Indokínában és Közép-Amerikában is. A koreai háborúban az USA katonai kísérlete a kommunizmus megállítására sikeres volt, és a kommunista uralom Észak-Koreára korlátozódott.
A harmadik világ
Az európai nagyhatalmak gyarmatainak megszűnésével a legtöbb afrikai és ázsiai ország  függetlenné vált. A hidegháború során sokan közülük az Egyesült Államokkal, a Szovjetunióval vagy Kínával léptek szövetségre a védelmük érdekében. A függetlenné vált India hamarosan vallási háború színtere lett, ezért a területén több új ország létesült sok milliós lakosságcserékkel. A független Egyiptom 1956-ban államosította a nemzetközi jelentőségű Szuezi-csatornát, és a brit-francia katonai támadás kudarca után az ország az arab egységmozgalom központja lett.
Az 50-es évek
A Szovjetunió és az Amerikai Egyesült Államok szembenállása vezetett a hidegháborúhoz az 1950-es években. Mind a két fél létrehozta a maga katonai szövetségét, az USA és szövetségesei a NATO-t (1949), a Szovjetunió pedig a Varsói Szerződést (1955).
Demokratikus mozgalmak Kelet-Európában
Az 1956-os magyarországi forradalom és az 1968-as csehszlovákiai demokratikus átalakulás (prágai tavasz) elfojtása, végül 1980-tól a lengyelországi ellenzéki mozgalom alapvetően rendítették meg a Szovjetunió és a kommunizmus nemzetközi tekintélyét, elsősorban a világ fejlettebb részein. A szovjet hatalom gyengülését jelezte a hajlandóság a hidegháború enyhítésére az 1963-as első szovjet-amerikai csúcstalálkozó során, ahol a Kuba miatti konfliktust rendezték.
Vietnámi háború
Vietnámban az USA katonai erővel próbálta megakadályozni a kommunizmus további ázsiai térnyerését, a partizánokkal szembeni drasztikus módszerekkel sem tudott azonban győzelmet elérni (Napalm-bomba, őserdők megsemmisítése). A konfliktusba közvetve a Szovjetunió is beavatkozott.
Nukleáris verseny
Küszöbön állt a harmadik világháború, amelyet ezúttal atomfegyverrel vívtak volna. Az USA 1945 óta, a Szovjetunió pedig 1949-től rendelkezett a világ lepusztítóbb fegyverével és mindkét részről folyamatosak voltak az emberéletet és a környezetet sem kímélő atomkísérletek. Az 50-es években a pusztító kísérletezéshez Nagy-Britannia, a 60-as években pedig Franciaország és Kína is csatlakozott. Eközben a hagyományos fegyverzetüket is gyors ütemben fejlesztették, amihez a fejlődő világ helyi háborús konfliktusait használták fel kísérleti terepként. A két nagyhatalom között végül 1973-ban megindult a hosszadalmas tárgyalássorozat a fegyverkezési verseny megállításáról, amely csak mérsékelt sikerrel járt (SALT–2).
A 60-as évek békemozgalmai
A vietnámi háború befejezésében szerepet játszottak az amerikai polgárok milliós békedemonstrációi és a nyugat-európai diákok forradalmi megmozdulásai is. Ezek a mozgalmak a 60-as és 70-es években jelentősen meghatározták az egész nyugati világ fejlődését (beat-nemzedék).
Maoizmus
A 60-as évek végén Kínában lezajlott kulturális forradalom a történelem egyik legnagyobb népirtásával, és a világ legrégebbi folyamatosan fennálló kultúrájának szinte teljes megsemmisítésével járt. A mintát más ázsiai országok kommunista vezetői is követték (kambodzsai népirtás.)
Közel-keleti válság
A 80-as évektől a Közel-Kelet – ahol a világ olajkészletének jelentős része található – újabb háborús válság központjává vált. A Szovjetunió bevonult a polgárháború-sújtotta Afganisztánba, és ezzel kezdetét vette az utolsó hidegháborús konfliktus. Az USA anyagi segítséget és fegyveres kiképzést nyújtott az iszlám terrorista mozgalmak megerősítésére, a lakosság pedig milliószámra menekült el az országból. A szomszédos Iránban forradalom tört ki és iszlám diktatúra került hatalomra, amit az egy évtizedes pusztító irak–iráni háború követett, Izrael pedig újabb fegyveres konfliktusokba került a szomszédos arab országokkal.
Terrorizmus
A 70-es évektől a nyugati világban a terrorizmus új módszerei terjedtek el. Az ártatlan emberek elleni robbantásokat és a repülőgép-eltérítéseket az ideológiai és vallási szélsőséges csoportok és egyes nemzeti szeparatista szervezetek egyaránt bevették az eszköztárukba. (IRA, ETA, Vörös Brigádok, Izrael olimpiai csapata elleni merénylet, a pápa elleni merénylet stb.)
A kommunizmus bukása
Az 1980-as évek végén a kommunizmus összeomlott Európában. A Magyarországról kiinduló gyors folyamat egy év alatt szinte valamennyi szocialista országon végighullámzott az 1989-es romániai forradalommal bezárólag. A 90-es évek elején a Szovjetunió és Jugoszlávia különböző utódállamokra esett szét, amelyekben az etnikai megosztottság és az erőszakos nacionalizmus a délszláv háborúkat eredményezte.

### Az amerikai dominancia kora
A kommunizmus bukása óta a világ fejlett része egyneműen kapitalista államformát alkot, Oroszország pedig másodvonalbeli nagyhatalommá esett vissza. Az Amerikai Egyesült Államok a világ egyetlen szuperhatalmává vált. Az öbölháborúban Irakkal szemben, a délszláv válságban pedig Jugoszláviával szemben alkalmazott sikeres katonai beavatkozást. Az Egyesült Államok katonai dominanciájának Kína megerősödéséig nincsen vetélytársa, gazdasági értelemben pedig csak a kibővülő Európai Unió tekinthető valamennyire egyenrangúnak.
Európai Unió
A Közös Piac sikeres működését kibővítve Európában létrejött az Európai Unió, a nyugat-európai országok pedig bevezették a közös pénznemet, az eurót.
A világ megosztottsága
A 20. század végére egyes fejlődő régiókban (Kelet- és Dél-Ázsia) csökkenésnek indult a gazdasági szakadék a világ gazdagabb és szegényebb fele között, ugyanakkor más térségekben (Afrika) még inkább megnőtt. A fejlődő világban a túlnépesedés következtében példátlan méreteket öltött a szegénység és az erőszak terjedése. A legrosszabbá Afrikában vált a helyzet, ahol számos helyi háború pusztított, a kontinensen még nem látott méretű népirtással Ruandában. 1994-ben a számos afrikai ország gazdaságát befolyásoló Dél-Afrikában békés úton megdőlt az apartheid-rendszer, a világ legtovább fennálló rasszista rendszere.

### „Új fajta” terrorizmus és új háborúk
Az Amerikában, 2001. szeptember 11-én New Yorkban és Washingtonban történt fanatikus iszlám, Amerika-ellenes öngyilkos merénylők által elkövetett több ezer civil áldozattal járó terrortámadások megdöntötték az Egyesült Államok külső hatalom általi sérthetetlenségébe vetett hitét. Ezzel új korszak kezdődött a terrorizmus és a háborúk terén. Ugyanezen fanatikus terroristák később Európában, Spanyolországban majd Londonban végrehajtott merényletei rámutattak, hogy nemcsak Amerika, hanem az ún. „szabad világ” egésze is ki van téve a terrorizmusnak. Az Egyesült Államok az őt ért támadások miatt hadat üzent Afganisztánnak, ahol a merényleteket kitervelő Al-Káida nevű terrorszervezetet sejteni vélték, ez az ottani tálib uralom végét is jelentette. Később Irak is megszállás alá került ugyanezen okok miatt, ahol megdöntötték Szaddám Huszein hatalmát, ez volt a második öbölháború. Ezen hadműveletekben más, Amerikával szövetséges országok hadereje is részt vett, segédkezett, ill. segédkezik most is. Az offenzívák eredményeit azonban sokan meglehetősen kétségesnek tartják, miután hosszan tartó, mindegyik oldalról rengeteg áldozatot követelő gerillaharcok alakultak ki a megszállt területeken.

### Adigitális forradalomkora
A legújabb korban, a 20. század végén indult fejlődésnek a számítástechnika, melynek ugrásszerű előretörése számtalan ágazat fejlődését vonta maga után. E folyamat eredménye lett a fejlett kommunikáció, ami pedig az információcserét könnyítette meg jelentősen.

### A tudományos forradalom kora
A tudomány egyre szerteágazóbbá és ezáltal bonyolultabbá válik. A gazdasági verseny pedig hatással van egyes kutatási irányokra. Azonban a tudomány második virágkorát éli az újkor után, hiszen napról napra születnek a korszakalkotó felfedezések, bizonyos jelenségek (például a fekete lyukak, sötét anyag jelenléte, tumorok, genetikai betegségek stb.) mind mélyebb magyarázatot nyernek, illetve mind közelebb kerülünk ezen folyamatok megértéséhez. Az elméleti haladáson felül a tudomány jelentősen megkönnyíti, egyszerűbbé teszi a mindennapi életet.
A leginkább fejlődő ágazatok:
- genetika
- orvostudomány
- kozmológia
- nanotechnológia
- informatika